# Immeuble au 13, rue Gresset de Nantes
L'immeuble, bâti au XVIIIe siècle et XIXe siècle, est situé au no 13 de la rue Gresset et sur le cours Cambronne à Nantes, en France. L'immeuble a été inscrit au titre des monuments historiques en 1949.

## Historique

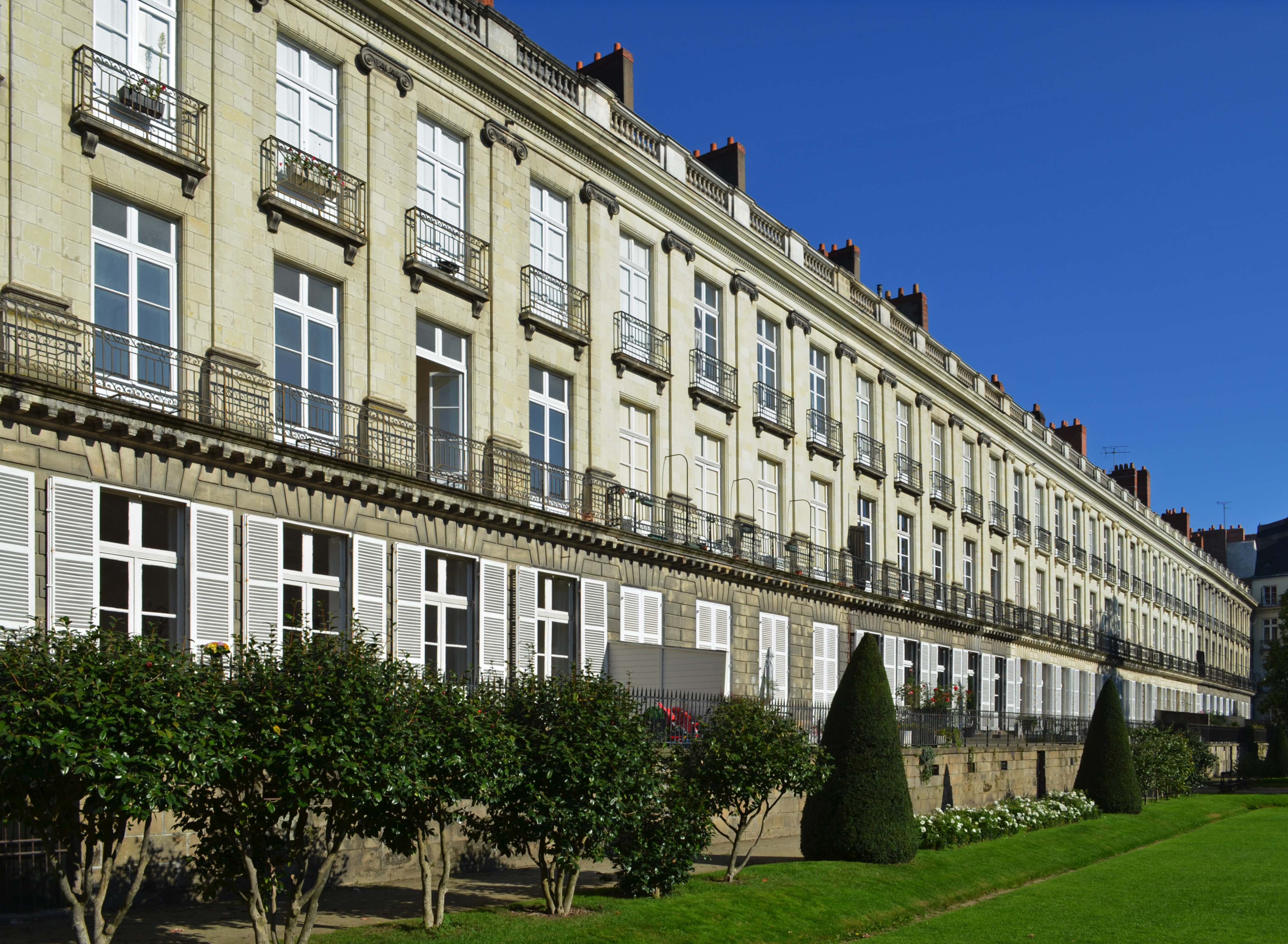
Cours Cambronne.

Le bâtiment est inscrit au titre des monuments historiques par arrêté du 10 août 1949.